# Coelorachis tuberculosa
Coelorachis tuberculosa là một loài thực vật có hoa trong họ Hòa thảo. Loài này được (Nash) Nash mô tả khoa học đầu tiên năm 1909.